# Youssouf Falikou Fofana
Youssouf Falikou Fofana (Divo, Costa de Marfil, 26 de julio de 1966), conocido por su apodo Diamante Negro, es un exfutbolista marfileño que se desempeñaba como centrocampista. Considerado el primer gran futbolista de su país de origen.
Fofana es el actual director deportivo de ASEC Mimosas.

## Clubes
| Club                  | País            | Año       |
| --------------------- | --------------- | --------- |
| ASEC Mimosas          | Costa de Marfil | 1981-1984 |
| AS Cannes             | Francia         | 1984-1985 |
| AS Mónaco             | Francia         | 1985-1993 |
| Girondins de Bordeaux | Francia         | 1993-1995 |
| Karşıyaka SK          | Turquía         | 1995      |
| Al-Nassr              | Arabia Saudí    | 1995-1996 |